# Veľké Blahovo
Veľké Blahovo es un municipio del distrito de Dunajská Streda en la región de Trnava, Eslovaquia, con una población estimada a final del año 2024 de 1579 habitantes.
Se encuentra ubicado al sur de la región, cerca de los ríos Danubio y Váh, y de la frontera con Hungría y la región de Bratislava.

## Demografía
| Año        | 1994 | 2004    | 2014     | 2024    |
| ---------- | ---- | ------- | -------- | ------- |
| Población  | 1200 | 1318    | 1533     | 1579    |
| Diferencia |      | +9,83 % | +16,31 % | +3,00 % |

| Año        | 2023 | 2024    |
| ---------- | ---- | ------- |
| Población  | 1588 | 1579    |
| Diferencia |      | −0,56 % |